# Fábio Lima
Fábio Virginio de Lima, genannt Fábio Lima, (* 30. Juni 1993 in Araçagi, PB) ist ein brasilianischer Fußballspieler.

## Karriere

### Anfänge
Seine Profikarriere startete bei ADRC Icasa, in der zweiten brasilianischen Liga. In seiner Debütsaison kam er in 11 Spielen häufig als Einwechselspieler zum Einsatz.
Nach nur einer Saison zog es ihn zu Atlético Goianiense, bei denen er in seiner ersten Spielzeit auf wenige Einsätze in der Staatsmeisterschaft von Goiás kam. Nach seiner Leihe wurde er häufiger in der ersten Mannschaft berücksichtigt und kam in zwei Jahren auf 18 Zweitliga-Spiele, in denen er 7 Treffer erzielen konnte. Zudem bestritt er 15 Spiele in der Staatsmeisterschaft.
Zur kalendarischen Spielzeit 2013 wurde er an den CR Vasco da Gama nach Rio de Janeiro ausgeliehen. In dieser Spielzeit absolvierte er sein Debüt in der Série A, der höchsten Spielklasse des Landes.

### Al-Wasl
Zur Spielzeit 2014/15 verpflichtete der Erstligist al-Wasl in Dubai den Brasilianer für zwei Jahre. Lima bestritt in seiner Debütsaison 24 von 26 Ligaspielen, erzielte 16 Tore und legte sechs weitere auf. In der darauffolgenden Spielzeit kam er in allen Ligaspielen zum Einsatz, traf zwanzig-mal in gegnerische Netze und assistierte fünf Mal. al-Wasl belegte trotz dieser Leistungen beide Male nur Rang sechs. Dennoch stand er, aufgrund seiner starken Leistungen, als einer von drei Spielern auf der Shortlist für den „Foreign Player of the Year“-Award der Saison 15/16. Am 8. Dezember 2016 im Ligaspiel gegen den Dibba al-Fujairah Club gelang ihm erstmals ein Viererpack. Am Ende der Spielzeit standen 25 Tore und 5 Vorlagen zu Buche. Zusätzlich wurde er erstmals zum „UAE AGL Foreign Player of the Year“ gekürt und erreichte erstmals mit al-Wasl die Qualifikation zur AFC Champions League 2018.

### Nationalmannschaft
Seit 2020 tritt Lima für die Fußballnationalmannschaft der Vereinigten Arabischen Emirate an.

## Erfolge
Atlético Goianiense
- Staatsmeisterschaft von Goiás: 2014

## Auszeichnungen
- UAE AGL Foreign Player of the Year: 2016/17
- UAE AGL Team of the Year: 2016/17